# 吕迪格尔·加姆
吕迪格尔·加姆（德語：Rüdiger Gamm，1971年7月10日—）是德国的记忆术及脑力训练专家，生于德国巴登-符腾堡州雷姆斯-穆尔县的韦尔茨海姆。

## 生平
加姆的童年是在雷姆斯-穆尔县的里因哈茨度过的。他的受教育程度仅仅是中学毕业，毕业时他的成绩单上各科的平均绩点也仅仅是2.8。而在当时，数学和物理对于他来说则更是两门有着很大问题的学科。加姆是在看了一本数学读物之后才开始逐渐发现自己的超能力的。他首先背了1到99的平方，之后又尝试进行了更高次幂的乘方运算并计算了这些已经背过的数之间的乘积。仅用了一周时间他就确认自己的心算速度比之前他曾在广播里听到过的一位计算大师的更快。这一年，他只有21岁。
自2005年开始，加姆便以特约教师身份在不同学校的不同学习小组中帮助同学们开展数学方面的脑力训练。凭借着这些成就，他也渐渐为人所熟知。他也曾多次在电视上亮相。他在1994年参加了德国电视二台的电视综艺节目《想挑战吗？》，之后在2006年3月，电视纪录片《走进大脑》（Expedition ins Gehirn）也对他进行了报导。
2007年10月22日，加姆在巴登-符腾堡州拉芬斯堡县的伊斯尼创造了一项非官方的世界纪录。他让观众对他说出观众自己最喜欢的两个数字，观众给出的答案是9和8，随后他就准确无误地计算出了98这个数字的100次方。2013年4月27日，他在德国电视二台的《最强大脑》节目中成功赢得了德国“最强大脑”（Superhirn）的称号。
加姆现在正开设一間脑力训练班。2008年2月，海涅出版社（Heyne-Verlag）出版了他的第一本书《训练你的大脑——一个大脑艺术家的成功秘密》（„Train your brain: Die Erfolgsgeheimnisse eines Gedächtniskünstlers“），该书是由他和他的女友亚历山德拉·艾勒特（Alexandra Ehlert）共同写成的。

## 超能力
加姆的非凡成就主要都与数字有关。他的超能力不仅体现在我们一般所说的运算能力上，也体现在他对大数字的超强记忆能力上，当他需要用到尘封在大脑里的许多年以前见到过的某个大数字时，这个数字就为被唤醒而跃出脑海。他的大多数超能力都是运算能力与记忆能力完美结合的体现。
加姆并不患有自闭症，也没有其他脑功能障碍。进行学者综合症研究的专家艾伦·斯奈德（Allan Snyder）在经过研究后确定他并不患有这种病症。他也会根据解题需要而随时调整自己的计算方法，而学者综合症的患者表现得更直观而且做不到这一点。更多不同的科学研究显示，他的脑叶比一般人的大，而胼胝体比一般人的厚。在研究过程中，人们还发现他会使用到一些大多数人一般不会使用的脑区。

## 著作
- 吕迪格尔·加姆和亚历山德拉·艾勒特：《训练你的大脑——一个大脑艺术家的成功秘密》（„Train your brain: Die Erfolgsgeheimnisse eines Gedächtniskünstlers“），Heyne-Verlag，2008年，ISBN 3-453-60064-9
- 吕迪格尔·加姆：《大脑训练：让记忆力、逻辑性和创造力保持良好状态》（„Das Brain-Training : Fitness für Gedächtnis, Logik und Kreativität “），Heyne-Verlag，2011年，ISBN 978-3-453-68543-7

## 脚注
1. ↑  芭芭拉·阿布莱尔（Barbara Abrell）. . www.focus.de. 2007年3月1日  [2013年2月24日].
2. ↑  . www.zvw.de. 2013年4月27日  [2013年5月14日]. （原始内容存档于2013年5月2日）.
 （页面存档备份，存于） .   [2014-02-15]. （原始内容存档于2013-05-02）.